# اللجنة الاقتصادية والاجتماعية الأوروبية
اللجنة الاقتصادية والاجتماعية الأوروبية (بالإنجليزية: European Economic and Social Committee)‏ وتعرف اختصاراً (بالإنجليزية: EESC)‏ هي هيئة استشارية تابعة للاتحاد الأوروبي تأسست عام 1958. وهي جمعية استشارية تتألف من «شركاء اجتماعيين»، وهم: أصحاب العمل (منظمات أصحاب العمل)، والعاملون (النقابات) وممثلون عن مختلف المصالح الأخرى. ومقعدها، الذي تشترك فيه مع لجنة الأقاليم، هو مبنى جاك ديلورز على شارع بليارد / 99 ريو بليارد في بروكسل. مرة واحدة يعرف باسم اختصار «ايكوسوك»، ويشار إلى الجسم الآن باسم "EESC"، لتجنب الخلط مع ايكوسوك التابعة للأمم المتحدة.

## عضوية
| الدولة          | الأعضاء | الدولة   | الأعضاء | الدولة    | الأعضاء |
| --------------- | ------- | -------- | ------- | --------- | ------- |
| ألمانيا         | 24      | بلجيكا   | 12      | أيرلندا   | 9       |
| المملكة المتحدة | 24      | المجر    | 12      | كرواتيا   | 9       |
| فرنسا           | 24      | البرتغال | 12      | ليتوانيا  | 9       |
| إيطاليا         | 24      | السويد   | 12      | لاتفيا    | 7       |
| إسبانيا         | 21      | بلغاريا  | 12      | سلوفينيا  | 7       |
| بولندا          | 21      | النمسا   | 12      | إستونيا   | 6       |
| رومانيا         | 15      | سلوفاكيا | 9       | قبرص      | 5       |
| هولندا          | 12      | الدنمارك | 9       | لوكسمبورغ | 5       |
| اليونان         | 12      | فنلندا   | 9       | مالطا     | 5       |
| جمهورية التشيك  | 12      |          |         |           |         |
| مجموع           | مجموع   | مجموع    | مجموع   | مجموع     | 350     |

## روابط خارجية
- الموقع الرسمي